# Xanthorhoe amorata
Xanthorhoe amorata är en fjärilsart som beskrevs av George Duryea Hulst 1900. Xanthorhoe amorata ingår i släktet Xanthorhoe och familjen mätare. Inga underarter finns listade i Catalogue of Life.